# 久板栄二郎
久板 栄二郎（ひさいた えいじろう、1898年〈明治31年〉7月3日 - 1976年〈昭和51年〉6月9日）は、日本の劇作家、脚本家。久坂 栄二郎と誤記されることも多い。

## 生涯
宮城県名取郡岩沼町（現・岩沼市）生まれ。東京帝国大学国文科卒。在学中からプロレタリア演劇運動に参加し、戯曲を書く。1934年新協劇団創立に参加し、1935年「断層」、1937年「北東の風」「千万人と雖も我行かん」を書く。
第二次世界大戦後の1950年、連合国軍最高司令官総司令部指令によるレッドパージにより、映画会社からの追放者リストに名を連ねることとなるが映画のシナリオを書き続けた。
戦後の代表作として「巌頭の女」（1952年）がある。墓所はさいたま市西区三橋の青葉園。

## 著書

### 単著
- 『北東の風・断層』竹村書房、1937年6月。 NCID BA51406196。全国書誌番号:46072176。
- 『千万人と雖も我行かん（北東の風第二部）』テアトロ社、1938年12月。 NCID BN10297138。全国書誌番号:46062568。
- 『神聖家族・断層』新潮社、1939年6月。 NCID BA45858717。全国書誌番号:46059639。
- 『久板栄二郎シナリオ集（女優・女性祭・破戒・愛情の軌跡）』中央社、1947年12月。全国書誌番号:46027209 全国書誌番号:48008899。
- 『北東の風・千万人と雖も我行かん』民友社〈久板栄二郎選集Ⅰ〉、1949年2月。 NCID BN15258778。全国書誌番号:46027073 全国書誌番号:49014201。
- 『久板栄二郎一幕劇集』未來社〈未来一幕劇シリーズ 7〉、1958年7月。 NCID BN05396877。全国書誌番号:58011421。
- 『新撰一幕劇集』 第1集、未來社〈未来一幕劇シリーズ 21〉、1965年11月。 NCID BN05396913。全国書誌番号:58012665。
- 『新撰一幕劇集』 第2集、未來社〈未来一幕劇シリーズ 22〉、1965年11月。 NCID BN05396913。全国書誌番号:58012666。
- 『新撰一幕劇集』 第3集、未來社〈未来一幕劇シリーズ 23〉、1965年12月。 NCID BN05396913。全国書誌番号:58012667。
- 『伊達騒動』河北新報社、1972年3月。全国書誌番号:75021910。
- 『久板栄二郎戯曲集』テアトロ、1972年11月。 NCID BN05835423。全国書誌番号:75000351。
- 『藤原三代記 森と黄金と川』三一書房、1975年7月。ISBN 9784380932335。 NCID BN0869019X。全国書誌番号:75023583 全国書誌番号:93049803。

### 共著
- 久板栄二郎、池田生二『演劇運動の新らしき発展のために』日本プロレタリア演劇同盟出版部、1934年2月。 NCID BB01984959。全国書誌番号:46033137。

## 映画

### 脚本作品
- 決戦（1944年2月24日公開、吉村公三郎・萩山輝男監督、松竹）
- 間諜海の薔薇（1945年2月22日公開、衣笠貞之助監督、東宝）
- 大曾根家の朝（1946年2月21日公開、木下惠介監督、松竹）
- わが青春に悔なし（1946年10月29日公開、黒澤明監督、東宝）
- 女優（衣笠貞之助監督、東宝、1947）
- 破戒（木下惠介監督、松竹京都、1948）
- 四谷怪談（木下惠介監督、松竹京都、1949）
- 妻と女記者（千葉泰樹監督、新東宝、1950）
- 白痴（黒澤明監督、松竹大船、1951）
- 彼を殺すな（岩間鶴夫・原研吉監督、松竹大船、1952）
- 母のない子と子のない母と（若杉光夫監督、民芸、1952）
- 螢草（佐々木啓祐監督、松竹大船、1954）
- 江戸の夕映（中村登監督、松竹京都、1954）
- 侍ニッポン（大曾根辰夫監督、松竹京都、1957）
- 静かなり暁の戦場（小森白監督、新東宝、1959）
- 悪い奴ほどよく眠る（黒澤明監督、東宝＝黒澤プロ、1960）
- 山河あり（木下惠介企画、松山善三監督・共作、松竹大船、1962）
- 天国と地獄（黒澤明監督、東宝＝黒澤プロ、1963）
- 100万人の娘たち（五所平之助監督、松竹大船、1963）
- 紀ノ川（中村登監督、松竹、1966）